# Versailles (Missouri)
Versailles è un comune degli Stati Uniti d'America, situato nello Stato del Missouri, nella contea di Morgan, della quale è il capoluogo.